# Bela Vista do Maranhão
Bela Vista do Maranhão är en kommun i Brasilien.   Den ligger i delstaten Maranhão, i den nordöstra delen av landet, 1 400 km norr om huvudstaden Brasília. Antalet invånare är 11 946.
Omgivningarna runt Bela Vista do Maranhão är huvudsakligen savann. Runt Bela Vista do Maranhão är det ganska glesbefolkat, med 22 invånare per kvadratkilometer.